# وبغ

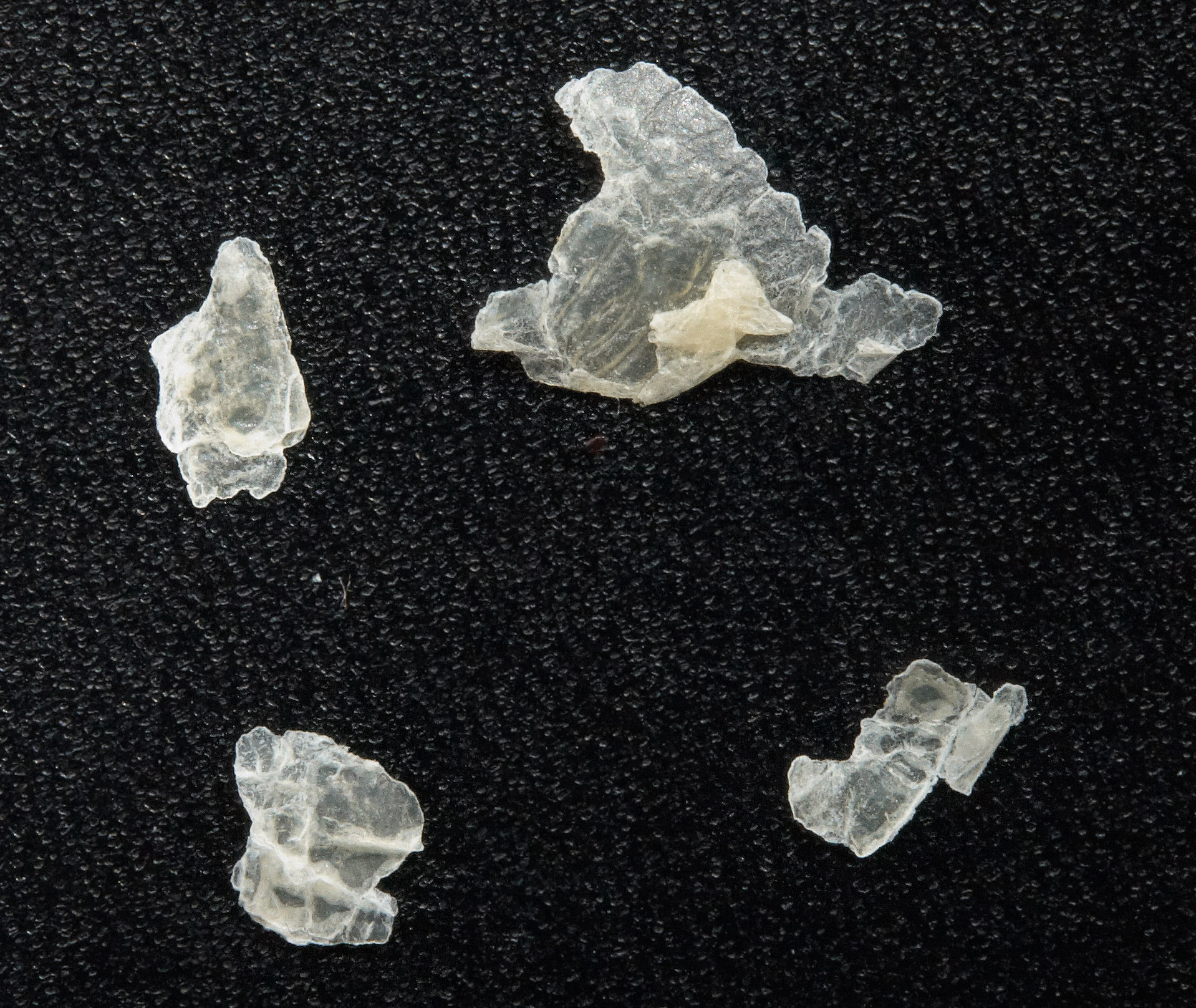

الوبغ (بالإنجليزية: Dander)‏ هي المادة التي يطرحها جسم البشر والحيوانات المختلفة التي لها فراء أو شعر أو ريش. هذا المصطلح يشابه طرح قشرة الرأس، عندما يصبح فائض القشارة مرئيًا. قشارة الجلد التي تتساقط من جسم الحيوان هي «الوبغ»، في حين أن قشارة الجلد التي تُسمى «قِشْرَةُ الرَأْس» تأتي من فروة الرأس وتتكون من خلايا الجلد الظهارية. الطبقة السطحية من جلد الثدييات تُسمى «الطبقة المتقرنة» (بالإنجليزية: stratum corneum)‏، وهي التي يتم إلقاؤها كجزء من استبدال الجلد الطبيعي. ينفصل كميات أكبر من الوبغ من الحيوانات الأليفة الأكبر سنا عن الحيوانات الأصغر سنا.

## انتقاله
يُعد الوبغ مادة مجهرية، ويمكن انتقاله عبر الهواء الموجود في غبار المنزل حيث يُشكّل غذاء عث غبار المنزل.
تتراكم مادة الوبغ في السجاد والمراتب والوسائد، لذا فإن الأسطح الملساء تُهيئ لبيئة يمكن فيها التحكم في مستويات الوبر بسهولة أكبر.

## الأمراض المتعلقة
يمكن أن للوبغ أن يدخل في الأغشية المخاطية في الأنف والرئتين عبر انتقاله من خلال الهواء، مما يسبب الحساسية لدى الأفراد المعرضين للإصابة، من خلال آلية الحساسية للبروتينات الموجودة في أجسام عث الغبار التي تعيش على الوبر. يمكن أن يسبب تراكم «الوبغ» حساسية، مثل «التهاب الأنف التحسسي» لدى البشر.

## مكافحة الوبغ
يمكن تقليل تراكم «الوبغ» وعث غبار المنزل في الهواء عن طريق تنفيض الأتربة ومسحها بأقمشة رطبة وبالمكانس الكهربائية محكمة الغلق والمزودة بمرشحات «عالية الكفاءة في امتصاص الجسيمات الهوائية» (بالإنجليزية: High efficiency particulate air)‏ أو HEPA.

## لغويًّا
في اللغة الإنكليزية، وبحسب اشتقاق لغوي قديم ربما كان من يوركشاير في إنجلترا، فإن لفظ «الوبغ» (بالإنجليزية: Dander)‏ هو مرادف للفظ «قشرة الرأس» (بالإنجليزية: Dandruff)‏.

## الروابط الخارجية
- Hasselbring، Bobbie. "Dander". Discovery Channel. مؤرشف من الأصل في 2019-12-16. اطلع عليه بتاريخ 2009-12-01.

http://www.lung.org/our-initiatives/healthy-air/indoor/indoor-air-pollutants/pet-dander.html?referrer=https://www.google.com/